# Everton Football Club 2015-2016
Questa voce raccoglie le informazioni riguardanti l'Everton Football Club nelle competizioni ufficiali della stagione 2015-2016.

## Stagione
La stagione 2015-2016 dell'Everton rappresenta la 62ª stagione consecutiva nella massima categoria inglese, su un totale di 113 campionati disputati nella prima divisione nazionale.

## Maglie e sponsor
| Casa | Trasferta | Terza divisa |  |

## Organigramma societario
Area direttiva
- Presidente: Bill Kenwright CBE
- Vice presidente: Jon Woods
- Direttori generali: Robert Earl, Sir Philip Carter CBE
- Amministratore delegato: Robert Elstone

Area organizzativa
- Team manager: Roberto Martínez
- Life President: Sir Philip Carter CBE
- Vice Life President: Keith Tamlin
- Responsabile stadio: Alan Bowen

Area comunicazione
- Direttore comunicazione: Paul Tyrrell
- Responsabile media e comunicazioni: Mark Rowan

Area marketing
- Direttore commerciale: Dave Biggar
- Responsabile finanze: Martin Evans

Area tecnica
- Assistente Allenatore: Graeme Jones
- Assistente Allenatore: Andy Holden
- Allenatore Portieri: Iñaki Bergara
- Allenatore Riserve: Alan Stubbs

## Rosa
Rosa, numerazione e ruoli, tratti dal sito ufficiale, sono aggiornati al 3 febbraio 2016.
| N. |                           | Ruolo | Calciatore               |
| -- | ------------------------- | ----- | ------------------------ |
| 1  | Spagna (bandiera)         | P     | Joel Robles              |
| 2  | Inghilterra (bandiera)    | D     | Tony Hibbert             |
| 3  | Inghilterra (bandiera)    | D     | Leighton Baines          |
| 4  | Irlanda (bandiera)        | C     | Darron Gibson            |
| 5  | Inghilterra (bandiera)    | D     | John Stones              |
| 6  | Inghilterra (bandiera)    | D     | Phil Jagielka (capitano) |
| 7  | Irlanda (bandiera)        | C     | Aiden McGeady            |
| 8  | Costa Rica (bandiera)     | C     | Bryan Oviedo             |
| 9  | Costa d'Avorio (bandiera) | A     | Arouna Koné              |
| 10 | Belgio (bandiera)         | A     | Romelu Lukaku            |
| 11 | Belgio (bandiera)         | A     | Kevin Mirallas           |
| 12 | Inghilterra (bandiera)    | C     | Aaron Lennon             |
| 14 | Scozia (bandiera)         | A     | Steven Naismith          |
| 14 | Scozia (bandiera)         | A     | Baye Oumar Niasse        |
| 15 | Francia (bandiera)        | D     | Tom Cleverley            |

| N. |                                 | Ruolo | Calciatore        |
| -- | ------------------------------- | ----- | ----------------- |
| 16 | Irlanda (bandiera)              | C     | James McCarthy    |
| 17 | Bosnia ed Erzegovina (bandiera) | C     | Muhamed Bešić     |
| 18 | Inghilterra (bandiera)          | C     | Gareth Barry      |
| 19 | Spagna (bandiera)               | A     | Gerard Deulofeu   |
| 20 | Inghilterra (bandiera)          | C     | Ross Barkley      |
| 21 | Inghilterra (bandiera)          | C     | Leon Osman        |
| 22 | Sudafrica (bandiera)            | C     | Steven Pienaar    |
| 23 | Irlanda (bandiera)              | D     | Séamus Coleman    |
| 24 | Stati Uniti (bandiera)          | P     | Tim Howard        |
| 25 | Argentina (bandiera)            | D     | Ramiro Funes Mori |
| 27 | Inghilterra (bandiera)          | D     | Tyias Browning    |
| 28 | Uruguay (bandiera)              | A     | Leandro Rodríguez |
| 32 | Inghilterra (bandiera)          | D     | Brendan Galloway  |
| 35 | Inghilterra (bandiera)          | A     | Conor McAleny     |
| 36 | Rep. Ceca (bandiera)            | P     | Jindřich Staněk   |

## Calciomercato

### Sessione estiva (dall'1/7 all'1/9)
| Acquisti | Acquisti          | Acquisti        | Acquisti                  |
| R.       | Nome              | da              | Modalità                  |
| -------- | ----------------- | --------------- | ------------------------- |
| D        | Mason Holgate     | Barnsley        | definitivo (£2 milioni)   |
| D        | Ramiro Funes Mori | River Plate     | definitivo (£9,5 milioni) |
| C        | Tom Cleverley     | Manchester Utd  | svincolato                |
| C        | David Henen       | Olympiacos      | definitivo                |
| A        | Gerard Deulofeu   | Barcellona      | definitivo (£4,2 milioni) |
| A        | Aaron Lennon      | Tottenham       | definitivo (£4,2 milioni) |
| A        | Leandro Rodríguez | River Plate (M) | definitivo                |

| Cessioni | Cessioni           | Cessioni | Cessioni   |
| R.       | Nome               | a        | Modalità   |
| -------- | ------------------ | -------- | ---------- |
| A        | Antolín Alcaraz    |          | svincolato |
| C        | Sylvain Distin     |          | svincolato |
| P        | Mason Springthorpe |          | svincolato |
| D        | Iboi Touray        |          | svincolato |